# 丹麦羽毛球公开赛

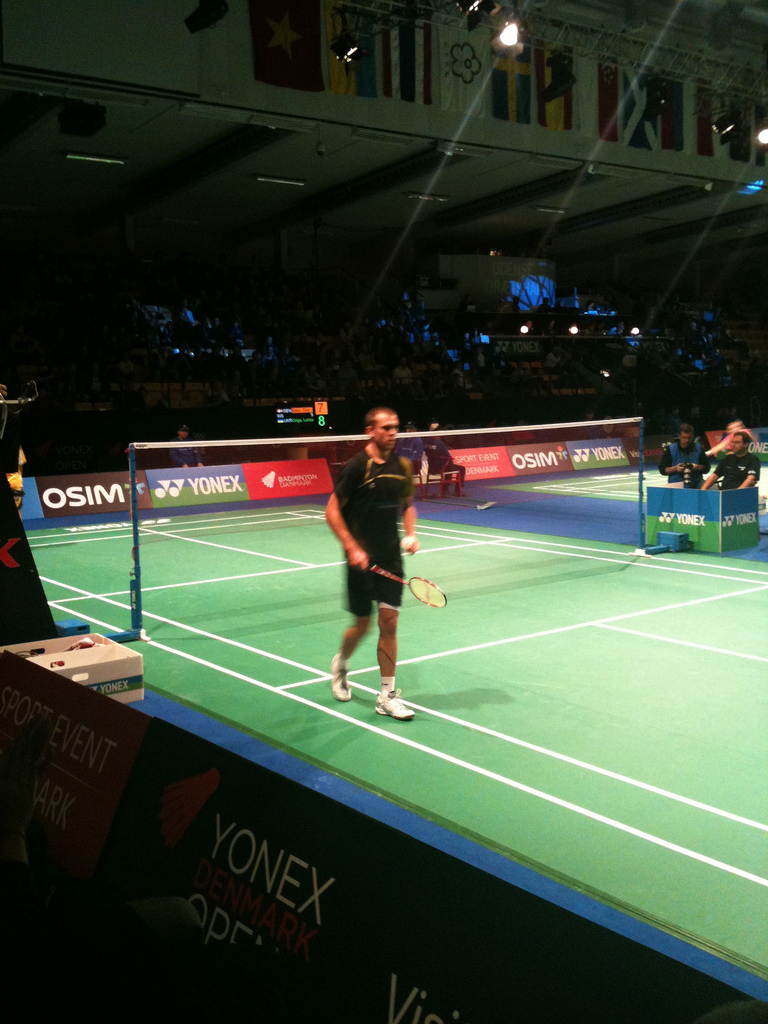
丹麦羽毛球公开赛

丹麦羽毛球公开赛（丹麥語：Denmark Open）是自从1935年开始每年一度的国际羽毛球赛事，一般于每年十月在丹麦举行。

## 賽事歷史
1930年代，隨著羽毛球運動在丹麥日漸普及，許多選手亦四出參加不同國家舉行的國際賽，丹麥羽毛球協會（Badminton Association of Denmark (BAD)）於是在1935至1936年度創立丹麥國際錦標賽（International Championships of Denmark），吸引其他國家的好手參加。首屆賽事在丹麦首都哥本哈根舉行，並由丹麥選手囊括全部冠軍。賽事在第二次世界大戰期間被逼暫停，後於1945-1946年度重新舉辦。由於歐洲各國經歷戰爭的消耗，賽事重辦的初期並不能吸引太多的外國選手參加；但時至今日，丹麥羽毛球公開賽已成為世界知名的高獎金羽毛球賽事。1990年代，賽事的名稱更改為丹麥羽毛球公開賽（Denmark Open），並開始讓贊助商為賽事冠名。
該賽事从2007年开始成为世界羽联超级系列赛的一站；其後更在2011年升格為世界羽聯超級系列賽中五個首要超級系列賽的其中一個賽站。2018年，世界羽聯實施全新的世界巡迴賽體系，本賽事現屬於第二等別第三級賽事（超級750賽），總獎金為70萬美元。

### 主辦城市
1986年，丹麥羽毛球協會決定在哥本哈根以外的城市舉辦賽事。在後續年間，奧爾堡、瓦埃勒、法魯姆、奧爾胡斯和歐登塞等相繼成為本賽事的主辦城市。
| 年份           | 主辦城市   |
| -------------- | ---------- |
| 1935年－1938年 | 哥本哈根   |
| 1945年－1985年 | 哥本哈根   |
| 1986年         | 奥尔堡     |
| 1987年         | 埃斯比约   |
| 1988年         | 欧登塞     |
| 1989年         | 霍积耶尔   |
| 1990年         | 奥本罗     |
| 1991年         | 索爾勒市鎮 |
| 1992年         | 奥尔堡     |
| 1993年         | 霍积耶尔   |
| 1994年         | 埃斯比约   |
| 1995年         | 欧登塞     |
| 1996年         | 米泽尔法特 |
| 1997年－1999年 | 瓦埃勒     |
| 2000年－2002年 | 法魯姆     |
| 2003年－2006年 | 奥尔胡斯   |
| 2007年－       | 欧登塞     |

## 歷屆優勝者
| 年份      | 男子單打                  | 女子單打             | 男子雙打                                      | 女子雙打                              | 混合雙打                               |
| --------- | ------------------------- | -------------------- | --------------------------------------------- | ------------------------------------- | -------------------------------------- |
| 1935      | Poul Nielsen              | 露絲·弗雷德里克森    | Aksel Hansen Svenn Strømann                   | 托妮·歐爾森 Bodil Riise               | Poul Nielsen 露絲·弗雷德里克森         |
| 1936      | Maurice Field             | 托妮·歐爾森          | T. H. Boyle K. Woods                          | 露絲·達爾斯加德 D. Graham             | T. H. Boyle O. Wilson                  |
| 1937      | 王福森                    | D. M. C. Young       | Carl Frøhlke 塔格·麥德森                      | 托妮·歐爾森 Bodil Riise               | 王福森 F. M. Creen                     |
| 1938      | 塔格·麥德森               | 托妮·歐爾森          | 拉爾夫·尼可斯 雷蒙·M·懷特                     | Q. M. Allan 露絲·達爾斯加德           | 拉爾夫·尼可斯 V. M. Stapies            |
| 1939-1945 | 賽事停辦                  | 賽事停辦             | 賽事停辦                                      | 賽事停辦                              | 賽事停辦                               |
| 1946      | 康尼·耶普森               | 托妮·歐爾森          | 普雷本·達貝爾斯汀 約恩·斯考勞普               | 托妮·阿姆 克絲汀·桑代爾               | 塔格·麥德森 克絲汀·桑代爾              |
| 1947      | 波爾·霍爾姆               | 托妮·歐爾森          | 普雷本·達貝爾斯汀 約恩·斯考勞普               | 奧絲·休特·雅各布森 瑪麗·尤辛          | 塔格·麥德森 克絲汀·桑代爾              |
| 1948      | 約恩·斯考勞普             | 托妮·歐爾森          | 伯格·佛雷德里克森 塔格·麥德森                 | 托妮·阿姆 克絲汀·桑代爾               | 塔格·麥德森 克絲汀·桑代爾              |
| 1949      | 大衛·G·佛里曼             | 托妮·歐爾森          | 黃德福 張成坤                                 | 托妮·阿姆 克絲汀·桑代爾               | 曾官良 托妮·阿姆                       |
| 1950      | 尼尔斯·荣松               | 托妮·歐爾森          | 阿維·洛斯曼 John Nygaard                      | 托妮·阿姆 克絲汀·桑代爾               | 伯格·佛雷德里克森 托妮·阿姆            |
| 1951      | 黃秉璇                    | 托妮·歐爾森          | 王保林 伊斯邁·馬揚                            | 托妮·阿姆 克絲汀·桑代爾               | 阿維·洛斯曼 克絲汀·桑代爾              |
| 1952      | 約恩·斯考勞普             | 奧絲·休特·雅各布森   | 王保林 伊斯邁·馬揚                            | 托妮·阿姆 克絲汀·桑代爾               | 莊友良 托妮·阿姆                       |
| 1953      | 莊友明                    | 奧絲·休特·雅各布森   | 莊友良 莊友明                                 | Iris Cooly 茱恩·怀特                  | 莊友明 奧妮特·佛里斯                   |
| 1954-1955 | 賽事停辦                  | 賽事停辦             | 賽事停辦                                      | 賽事停辦                              | 賽事停辦                               |
| 1956      | 芬·科貝羅                 | 奧絲·休特·雅各布森   | 約爾根·哈莫加德·漢森 芬·科貝羅                | 安妮·约根森 克絲汀·桑代爾             | 約恩·斯考勞普 安妮·约根森              |
| 1957-1965 | 賽事停辦                  | 賽事停辦             | 賽事停辦                                      | 賽事停辦                              | 賽事停辦                               |
| 1966      | 史溫·普利                 | Lizbeth von Barnekow | 伍文美 陈贻权                                 | 凱琳·約根森 烏拉·斯特蘭德             | 芬·科貝羅 烏拉·斯特蘭德                |
| 1967      | 陳奕芳                    | 高木紀子             | 伍文美 陈贻权                                 | 高木紀子 天野博江                     | 史溫·普利 烏拉·斯特蘭德                |
| 1968      | 陳奕芳                    | 埃娃·特韦贝里        | 小島一平 西野一征                             | 高木紀子 天野博江                     | 皮爾·維爾索 波妮爾·莫爾加德·韓森       |
| 1969      | 史溫·普利                 | 湯木博惠             | 小島一平 Bjørn Andersen                       | 高木紀子 湯木博惠                     | 亨寧·波希 伊姆蕊·里特費爾德·尼爾森     |
| 1970      | 小島一平                  | 埃娃·特韦贝里        | 亨寧·波希 厄蘭·科普斯                         | 栂野尾悅子 相澤マチ子                 | Klaus Kaagaard 烏拉·斯特蘭德           |
| 1971      | 梁海量                    | 高木紀子             | 伍文美 古納蘭                                 | 高木紀子 湯木博惠                     | 史溫·普利 烏拉·斯特蘭德                |
| 1972      | 史溫·普利                 | 埃娃·特韦贝里        | 伍文美 古納蘭                                 | 中山紀子 湯木博惠                     | Wolfgang Bochow Marieluise Wackerow    |
| 1973      | 梁海量                    | 湯木博惠             | 梁春生 洪耀龍                                 | Joke van Beusekom Marjan Luesken      | 耶洛·漢森 烏拉·斯特蘭德                |
| 1974      | 史溫·普利                 | 湯木博惠             | 梁春生 洪耀龍                                 | 相澤マチ子 栂野尾悅子                 | 耶洛·漢森 烏拉·斯特蘭德                |
| 1975      | 梁海量                    | 麗娜·科彭            | 梁春生 洪耀龍                                 | 黃祖金 特蕾西婭·維迪阿斯土蒂          | 梁春生 芮吉娜·馬斯里                   |
| 1976      | 史溫·普利                 | 麗娜·科彭            | 大衛·艾迪 Eddy Sutton                         | Joke van Beusekom Marjan Luesken      | 斯蒂恩·斯科夫高 麗娜·科彭              |
| 1977      | 弗來明·戴夫斯             | 湯木博惠             | 本特·佛勒曼 托马斯·希尔斯特伦                 | Barbara Giles 珍·韋伯斯特             | 斯蒂恩·斯科夫高 麗娜·科彭              |
| 1978      | 林水镜                    | 麗娜·科彭            | 斯蒂恩·斯科夫高 弗來明·戴夫斯                 | 維拉華蒂·維哈爾喬 黃祖金              | 斯蒂恩·斯科夫高 麗娜·科彭              |
| 1979      | 弗來明·戴夫斯             | 麗娜·科彭            | 土田証雄 飯野佳孝                             | 高田幹子 德田敦子                     | 雷·史蒂芬斯 諾拉·佩里                  |
| 1980      | 普拉卡什·帕都恭           | 李英華               | 斯蒂恩·斯科夫高 弗來明·戴夫斯                 | 吉莉安·吉爾克斯 諾拉·佩里             | 麥克·崔格特 諾拉·佩里                  |
| 1981      | 莫滕·弗罗斯特             | 麗娜·科彭            | 張鑫源 紀明發                                 | 諾拉·佩里 珍·韋伯斯特                 | 麥克·崔格特 諾拉·佩里                  |
| 1982      | 莫滕·弗罗斯特             | 吴健秋               | 朴柱奉 李恩求                                 | 林瑛 吴迪西                           | 托马斯·希尔斯特伦 諾拉·佩里            |
| 1983      | 莫滕·弗罗斯特             | 钱萍                 | 托马斯·希尔斯特伦 斯特凡·卡爾森               | 諾拉·佩里 珍·韋伯斯特                 | 托马斯·希尔斯特伦 諾拉·佩里            |
| 1984      | 莫滕·弗罗斯特             | 珂絲坦·拉森          | 朴柱奉 金文秀                                 | 金練子 柳尚希                         | 馬丁·杜 吉莉安·吉爾克斯                |
| 1985(I)   | 莫滕·弗罗斯特             | 郑昱鲤               | 李永波 田秉义                                 | 金練子 柳尚希                         | Dipak Taylor 諾拉·佩里                 |
| 1985(II)  | 莫滕·弗罗斯特             | 金練子               | 斯蒂恩·弗萊德伯格 賈斯珀·黑勒迪               | 金練子 柳尚希                         | 奈傑爾·提爾 吉莉安·高爾斯              |
| 1986      | 莫滕·弗罗斯特             | 郑昱鲤               | 李永波 田秉义                                 | 吉莉安·克拉克 吉莉安·高爾斯           | 馬丁·杜 吉莉安·吉爾克斯                |
| 1987      | Torben Carlsen            | 李英淑               | 拉昔夫·西迪 賈蘭尼·西迪                       | 德田敦子 米倉よし子                   | 馬克·克里斯滕森 瑪麗亞·本特松          |
| 1988      | 波尔-埃里克·赫耶尔·拉尔森 | 李玲蔚               | 李永波 田秉义                                 | 林瑛 关渭贞                           | Jesper Knudsen 內蒂·尼爾森             |
| 1989      | 莫滕·弗罗斯特             | 唐九红               | 李永波 田秉义                                 | 林瑛 关渭贞                           | Jesper Knudsen 內蒂·尼爾森             |
| 1990      | 波尔-埃里克·赫耶尔·拉尔森 | 唐九红               | 李永波 田秉义                                 | Lotte Olsen 朵蒂·凱爾                 | 托馬斯·倫德 佩妮萊·杜邦                |
| 1991      | 蔡祥林                    | 王蓮香               | 鄭昱閩 黃展忠                                 | 內蒂·尼爾森 吉莉安·高爾斯             | 托馬斯·倫德 佩妮萊·杜邦                |
| 1992      | Darren Hall               | 王蓮香               | 托馬斯·倫德 容·霍斯特-克里斯滕森              | 林小青 克莉斯汀·梅紐森                | 托馬斯·倫德 佩妮萊·杜邦                |
| 1993      | 波尔-埃里克·赫耶尔·拉尔森 | 叶钊颖               | 托馬斯·倫德 容·霍斯特-克里斯滕森              | Lisbeth Stuer-Lauridsen Lotte Olsen   | 托馬斯·倫德 卡翠娜·本特松              |
| 1994      | 波尔-埃里克·赫耶尔·拉尔森 | 卡米拉·马尔廷        | 關有明 安東尼奧斯·阿里安托                    | 林小青 克莉斯汀·梅紐森                | 托馬斯·倫德 馬琳·湯姆森                |
| 1995      | 波尔-埃里克·赫耶尔·拉尔森 | 林小青               | 托馬斯·倫德 容·霍斯特-克里斯滕森              | Lisbeth Stuer-Lauridsen 馬琳·湯姆森   | 陳興東 彭新勇                          |
| 1996      | 托马斯·施蒂尔-劳里森      | 龚智超               | Thomas Stavngaard 吉姆·勞格森                 | 麗克·歐爾森 海琳妮·柯克加德           | 米凱爾·索加德 麗克·歐爾森              |
| 1997      | 董炯                      | 卡米拉·马尔廷        | 容·霍斯特-克里斯滕森 米凱爾·索加德            | 安·約根森 Majken Vange                | 延斯·埃里克森 馬琳·湯姆森              |
| 1998      | 彼得·盖德                 | 卡米拉·马尔廷        | 里奇·蘇巴吉亞 雷克西·邁納基                   | 秦艺源 唐鹤恬                         | 容·霍斯特-克里斯滕森 安·約根森         |
| 1999      | 波尔-埃里克·赫耶尔·拉尔森 | 卡米拉·马尔廷        | 马丁·伦加德·汉森 拉尔斯·帕斯克                | 高崚 秦艺源                           | 刘永 葛菲                              |
| 2000      | 彼得·盖德                 | 周蜜                 | 徐永贤 林培雷                                 | 陈林 蒋雪莲                           | 米凱爾·索加德 麗克·歐爾森              |
| 2001      | 鮑春來                    | 卡米拉·马尔廷        | 马丁·伦加德·汉森 拉尔斯·帕斯克                | 海琳妮·柯克加德 麗克·歐爾森           | 特里·庫沙揚托 耶瑪·耶爾瑪瓦蒂          |
| 2002      | 陳宏                      | 卡米拉·马尔廷        | 金东文 河泰权                                 | 魏轶力 赵婷婷                         | 金东文 黃遊美                          |
| 2003      | 林丹                      | 龚睿那               | 金东文 河泰权                                 | 杨维 张洁雯                           | 金东文 罗景民                          |
| 2004      | 林丹                      | 謝杏芳               | 拉尔斯·帕斯克 乔纳斯·拉斯姆森                 | 魏轶力 赵婷婷                         | 陈其遒 赵婷婷                          |
| 2005      | 李宗偉                    | 皮紅艷               | 陈重名 古健杰                                 | 小椋久美子 潮田玲子                   | 托马斯·雷伯恩 卡米拉·吕特·尤尔         |
| 2006      | 陈宏                      | 蔣燕皎               | 拉尔斯·帕斯克 乔纳斯·拉斯姆森                 | 卡米拉·奥古斯丁 娜蒂斯达·科斯蒂乌塞克 | 安东尼·克拉克 唐娜·凯洛格              |
| 2007      | 林丹                      | 卢兰                 | 古健杰 陳文宏                                 | 杨维 张洁雯                           | 何汉斌 于洋                            |
| 2008      | 彼得·盖德                 | 王琳                 | 马尔基斯·基多 亨德拉·塞蒂亚万                 | 黄佩蒂 陈仪慧                         | 约金·费舍尔·尼尔森 克里斯汀娜·彼德森   |
| 2009      | 西蒙·桑托索               | 蒂内·鲍恩            | 古健傑 陳文宏                                 | 潘攀 张亚雯                           | 约金·费舍尔·尼尔森 克里斯汀娜·彼德森   |
| 2010      | 简·奥·约根森              | 王仪涵               | 玛蒂亚斯·鲍伊 卡斯腾·摩根森                   | 前田美順 末綱聰子                     | 托马斯·雷伯恩 卡米拉·吕特·尤尔         |
| 2011      | 谌龙                      | 汪鑫                 | 鄭在成 李龍大                                 | 王晓理 于洋                           | 约金·费舍尔·尼尔森 克里斯汀娜·彼德森   |
| 2012      | 李宗偉                    | 塞娜·内维尔          | 申白喆 柳延星                                 | 马晋 汤金华                           | 徐晨 马晋                              |
| 2013      | 谌龙                      | 王仪涵               | 李龍大 柳延星                                 | 包宜鑫 汤金华                         | 张楠 赵芸蕾                            |
| 2014      | 谌龙                      | 李雪芮               | 傅海峰 张楠                                   | 王晓理 于洋                           | 徐晨 马晋                              |
| 2015      | 谌龙                      | 李雪芮               | 李龍大 柳延星                                 | 鄭景銀 申昇瓚                         | 高成炫 金荷娜                          |
| 2016      | 达农沙·森颂汶素           | 山口茜               | 吳蔚昇 陳蔚強                                 | 松友美佐紀 高橋禮華                   | 约金·费舍尔·尼尔森 克里斯汀娜·彼德森   |
| 2017      | 斯里坎特·基达姆比         | 拉差诺·因达农        | 刘成 张楠                                     | 李紹希 申昇瓚                         | 鄧俊文 謝影雪                          |
| 2018      | 桃田賢斗                  | 戴資穎               | 马库斯·费尔纳尔迪·吉德翁 凯文·桑加亚·苏卡穆约 | 福島由紀 廣田彩花                     | 郑思维 黄雅琼                          |
| 2019      | 桃田賢斗                  | 戴資穎               | 马库斯·费尔纳尔迪·吉德翁 凯文·桑加亚·苏卡穆约 | 白荷娜 鄭景銀                         | 普拉文·喬丹 梅拉蒂·達伊瓦·奧克塔維亞尼 |
| 2020      | 安德斯·安東森             | 奧原希望             | 馬庫斯·埃利斯 克里斯·蘭格瑞奇                 | 福島由紀 廣田彩花                     | 馬克·拉姆斯富斯 伊莎貝爾·赫特里克      |
| 2021      | 维克托·阿萨尔森           | 山口茜               | 保木卓朗 小林優吾                             | 黃東萍 鄭雨                           | 渡邊勇大 東野有紗                      |
| 2022      | 石宇奇                    | 何冰嬌               | 法賈·阿爾弗蘭 穆罕默德·里安·阿利安托          | 陳清晨 賈一凡                         | 鄭思維 黃雅瓊                          |
| 2023      | 翁泓陽                    | 陳雨菲               | 謝定峰 蘇偉譯                                 | 陳清晨 賈一凡                         | 馮彥哲 黃東萍                          |
| 2024      | 安德斯·安东森             | 王祉怡               | 梁伟铿 王昶                                   | 岩永铃 中西贵映                       | 馮彥哲 黃東萍                          |

## 同一年贏得3個單項冠軍者
- 1949年： 托妮·阿姆（女，舊姓歐爾森）
- 1950年： 托妮·阿姆（女，第二次）
- 1953年： 莊友明（男）